# Lynn Davis (fotografka)
Lynn Davis (* 1944 Minneapolis) je americká fotografka známá svými velkoformátovými černobílými fotografiemi architektury a krajiny, které jsou součástí veřejných i soukromých sbírek a jsou vystavovány po celém světě.
Její práce často zahrnuje záběry známých památek, jako jsou pyramidy v Egyptě, buddhistické kláštery v Bhútánu, ale také ledovce v Grónsku a na Islandu. Fotografovala ve 48 zemích včetně Indie, Číny, Keni, Kazachstánu, Etiopie, Súdánu a zemí Blízkého východu.

## Biografie
Lynn Davis se narodila v roce 1944 v Minneapolis v Minnesotě. Otec byl podnikatel a vlastnil řetězec obchodů na středozápadě USA. V letech 1962–1964 Davis studovala na Coloradské a v letech 1964–1966 na Minnesotské univerzitě filozofii, dějiny umění a literaturu. Poté přestoupila na San Francisco Art Institute, kde v roce 1970 získala bakalářský titul z výtvarného umění. V témže roce se vdala a v následujícím roce se jí narodil syn. Začala pracovat jako fotoreportérka na volné noze a ve volném čase se věnovala portrétní fotografii a umění. V roce 1974 se přestěhovala do New Yorku, kde studovala u Berenice Abbottové. Její kariéra se slibně rozbíhala, ale manželství skončilo v roce 1977 rozvodem.
Davis byla ve své rané tvorbě ovlivněna Egonem Schielem a Diane Arbusovou. V roce 1979 absolvovala po boku svého přítele a kolegy Roberta Mapplethorpea svou první velkou výstavu v Mezinárodním centru fotografie v New Yorku. Dva hlavní objekty fotografčina zájmu jsou voda a led. V roce 1986 podnikla svou první cestu do Ilulissatu, malého městečka ležícího u ledovce v Grónsku. Po této cestě přešla od fotografování lidské postavy k monumentálním krajinám a kulturním a architektonickým ikonám, kterými se proslavila.
V následujících dvaceti letech se vydala na šest dalších expedic do Grónska, ale její cesty ji zavedly také do Egypta, Jemenu, Barmy, Kambodže, Ruska, Kazachstánu, Číny, Etiopie, Súdánu, Mali, Íránu, Grónska, Řecka a Brazílie. Fotografovala ve 48 zemích světa. Její úsporné kompozice vyjadřují jen ty nejzákladnější prvky – ledovec zasazený mezi oblohou a vodou vybízí k zamyšlení nad neustálým prouděním našeho světa mezi pevným, kapalným a plynným skupenstvím. Rychlé tání arktických ledovců a jejich proměna z pevných, jedinečných estetických forem v oceán dodává její práci další význam.
V roce 1992 zahynul při autonehodě v Los Angeles její syn. Davis žije se svým manželem spisovatelem Rudym Wurlitzerem v Hudsonu ve státě New York a na ostrově Cape Breton v kanadské provincii Nové Skotsko.
Snímky Lynn Davis jsou zastoupeny ve stálých sbírkách Muzea moderního umění v New Yorku, Losangeleského muzea umění, Muzea současného umění v Chicagu, Muzea výtvarných umění v Houstonu a Muzea J. Paula Gettyho v Los Angeles.
V roce 2005 se stala první fotografkou, která získala cenu Americké akademie umění a literatury. Své dílo představila například v publikacích Monument (1999), Ice (2001), Water (2005) a Illumination (2007). V roce 2017 vznikl o Lynn Davis dokumentární film Meltdown.